# Messa di Bolsena

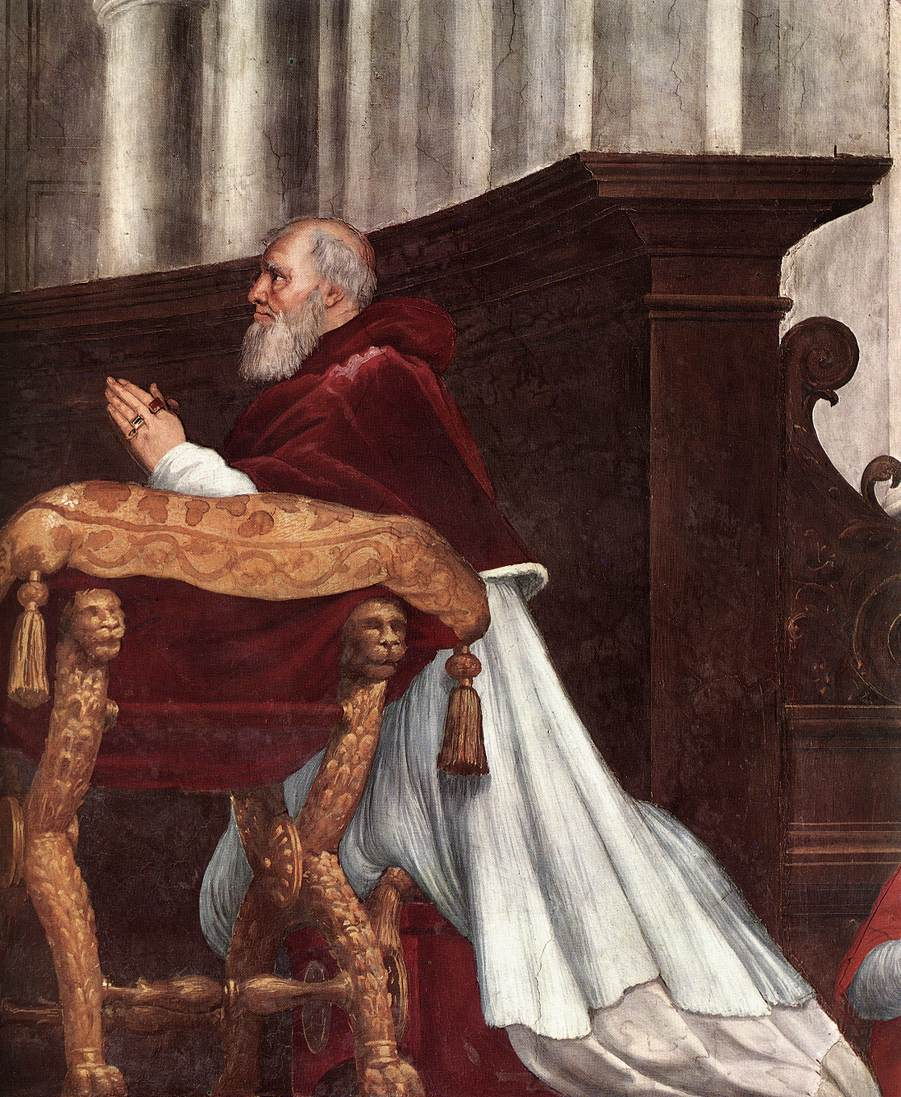
Dettaglio: papa Giulio II

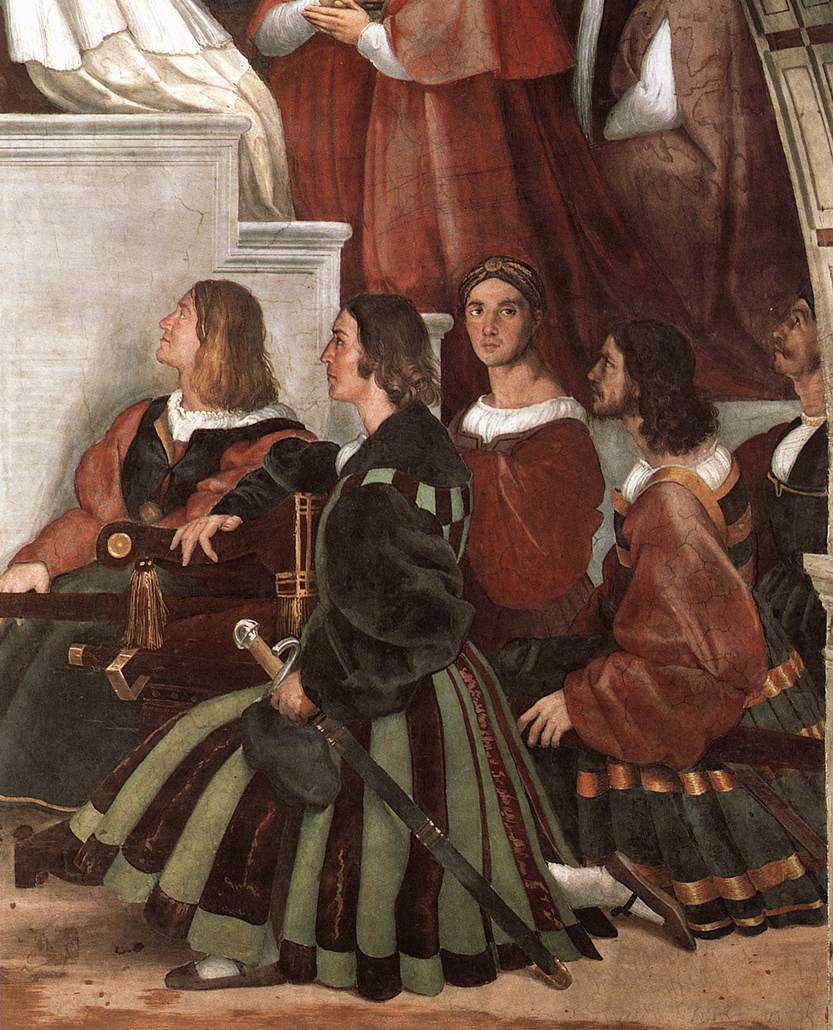
Dettaglio: il gruppo dei Sediari

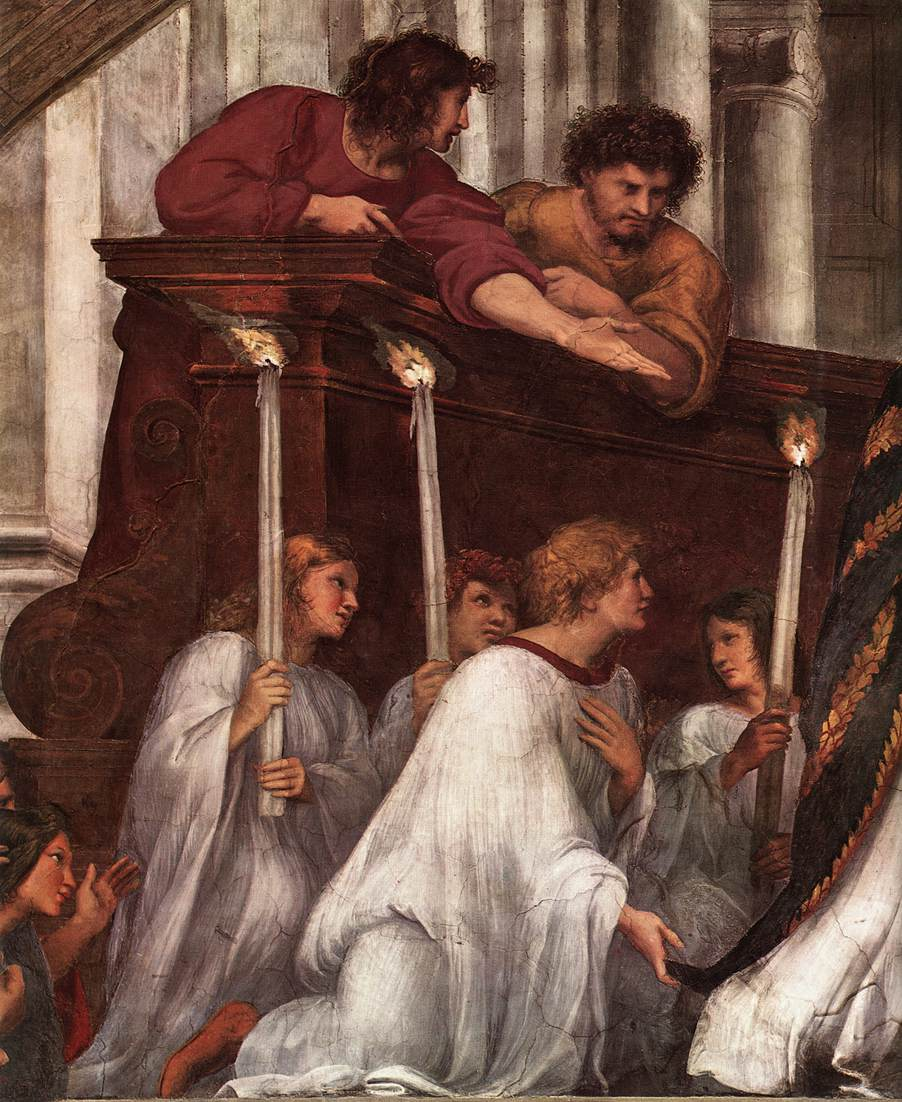
Dettaglio

La Messa di Bolsena è un affresco (circa 500x660 cm) di Raffaello e aiuti, databile al 1512 e situato nella Stanza di Eliodoro, una delle Stanze Vaticane. Raffigura il miracolo eucaristico di Bolsena.

## Storia
I primi disegni per gli affreschi della stanza poi detta di Eliodoro, dal soggetto di questo affresco, vennero approntati da Raffaello già nell'estate del 1511, quando i lavori alla Stanza della Segnatura non erano ancora terminati. In particolare la scelta dei soggetti, legati a interventi miracolosi per la salvaguardia della Chiesa, venne suggerita dal pontefice e rifletteva il duro momento dopo le sconfitte contro i francesi, che avevano portato alla perdita di Bologna e alle minacce continue di eserciti stranieri nella penisola. Il pontefice, tornato a Roma nel giugno di quell'anno, aveva fatto voto di non radersi più la barba finché non avesse liberato l'Italia dagli stranieri, infatti in tutte le nuove scene compare barbuto.
La Messa di Bolsena è in genere riconosciuta come la seconda scena ad essere affrescata nella stanza dopo la Cacciata di Eliodoro, nel corso del 1512, come testimonia anche l'iscrizione nello sguancio della finestra: JVLIVS II. LIGVR. PONT. MAX. ANN. CHRIST. MDXII PONTIFICAT. SVI VIII. Su questa parete il Bramantino aveva precedentemente affrescato, qualche anno prima, figure di condottieri. La scena di Raffaello evoca la particolare devozione del papa verso l'eucaristia. Dopo il rovesciamento delle alleanze del 1512, che aveva portato un trionfo momentaneo del pontefice, Giulio II si volle far ritrarre in maniera più evidente negli affreschi, come si nota dal confronto con gli schizzi preparatori. Durante la Repubblica Romana instaurata dai giacobini e successivamente nel periodo napoleonico, i francesi elaborarono alcuni piani per staccare gli affreschi e renderli portabili. Infatti, venne espresso il desiderio di rimuovere gli affreschi di Raffaello dalle pareti delle Stanze Vaticane e inviarli in Francia, tra gli oggetti spediti al Musée Napoléon delle spoliazioni napoleoniche, ma questo non venne mai realizzato a causa delle difficoltà tecniche e dei tentativi falliti e disastrosi dei francesi presso la Chiesa di San Luigi dei Francesi a Roma.
La parte sinistra è interessata da estesi restauri, all'origine di alcuni scadimenti qualitativi.
Dell'opera resta uno studio di figura femminile nelle collezioni del duca del Devonshire a Chatsworth.

## Descrizione e stile
La frattura asimmetrica della finestra (larga 295 cm) che si apre nella parete costrinse Raffaello ad organizzare la scena su un piano rialzato al centro e due gruppi di figure in basso ai lati. Il miracolo eucaristico di Bolsena avvenne nel 1263, quando un sacerdote boemo, dubitante della transustanziazione, vide sgorgare gocce di sangue vivo da un'ostia durante la celebrazione eucaristica, che macchiarono anche il corporale, reliquia da allora custodita nel Duomo di Orvieto, nella cui diocesi ricade anche Bolsena. Vulgata vuole che l'avvenimento fosse stato riconosciuto da Urbano IV, il quale nel 1264 istituì la festa del Corpus Domini con bolla Transiturus dalla sede apostolica in Orvieto. La scena celebrava il culto personale del papa, omaggiando al tempo stesso suo zio Sisto IV, che aveva promosso il culto del Corpus Domini, nonché il trionfo della Chiesa nel concilio Lateranense aperto nel maggio 1512.
La scena è impostata in masse equilibrate, ma con una simmetria piuttosto libera, di estrema naturalezza, variando la successione dei gradini che portano alla zona superiore dell'altare e disponendo in maniera diversa le masse ai lati. La tensione appare contenuta, come interiorizzata dagli astanti. Sullo sfondo di una basilica classicheggiante aperta sul cielo (proprio come nella Scuola di Atene), l'artista isolò l'altare attraverso la massa scura di un'esedra lignea, una specie di coro rovesciato, cinquecentesco, da cui si sporgono due curiosi. Al centro si vede il blocco dell'altare, coperto da un telo a righe dorate e con una misurata natura morta di oggetti liturgici sopra, dove il sacerdote boemo sta celebrando la messa, seguito da numerosi chierici inginocchiati con ceri processionali in mano.
Davanti a lui è inginocchiato Giulio II, in tutta la pompa della sua posizione, con i gomiti appoggiati su un voluminoso cuscino con nappe agli angoli, retto da un faldistorio con intagli leonini. Ha alle spalle un gruppo di cardinali e più in basso alcuni sediari pontifici attendono seduti. Tra i prelati sono stati riconosciuti i cardinali Gabriele de' Gabrielli di Gubbio, con le braccia incrociate al petto, e Raffaele Riario (o forse il cardinale Sangiorgio), con le mani giunte. Più che un miracolo che accade, è un miracolo che si ripete davanti al papa testimone.
A sinistra si trova un gruppo di astanti sorpresi, in piedi o seduti in terra, che ripetono come se fossero attori i loro gesti ammirativi o dimostrativi. Se la ricostruzione storica è ancora una proiezione immaginaria del passato, la ripetizione rituale del fatto si colloca nel presente: l'architettura all'antica, che indica un tempo remoto, è solo uno sfondo.

### Il colore
I colori spiccano per un vivace contrasto, soprattutto sullo schermo del marmo bianco della gradinata. La straordinaria ricchezza dei colori è stata provata a spiegare, a più riprese, presupponendo rapporti con la pittura veneta e col confronto, diretto sul campo dell'affresco o indiretto, di artisti come Sebastiano del Piombo e Lorenzo Lotto: per Wackernagel (1909) fra Sebastiano avrebbe addirittura dipinto il gruppo dei cardinali, mentre per Zampetti (1503), il Lotto avrebbe ispirato il gruppo dei sediari, se non le dipinse direttamente (Longhi). Gamba parlò di un rinnovato esempio tratto dalla pittura classica.
Ortolani fu il primo a mettere un distinguo tra il colorismo veneziano e quello di Raffaello, sottolineando come il Sanzio chiudesse i toni in "partiture singole, in ambienti cromatici dalla vasta composizione, con una libertà che i veri tonalisti non ebbero mai". Brizio poi capovolse il tradizionale rapporto tra Raffaello e Sebastiano del Piombo, notando come l'influenza tra i due non procedette necessariamente dal secondo verso il primo, e come anzi le valutazioni critiche si erano forse troppo assestate su uno schematismo ormai infruttuoso: il colore dopotutto è sempre stato un argomento centrale dell'arte raffaellesca, fin dalle prime opere nelle Marche, ininterrottamente collegate agli influssi lagunari, fino ai periodi fiorentino e romano.